# بلوط قلبريني
السنديان العادي أو البلوط الفلسطيني أو البلوط القلبريني نوع نباتي شجري من جنس السنديان من الفصيلة الزانية.

## الموئل والانتشار
ينتشر هذا النوع في المشرق العربي. يصنفه بعض العلماء كمرادف للسنديان القرمزي الذي ينتشر في المغرب العربي.
موطنه الأصلي هو شرق البحر المتوسط وجنوب غرب آسيا، وتنمو في جميع أنحاء الشرق الأوسط ومنتشرة من شمال الجزائر إلى تركيا وإلى المشرق بعد ذلك.
ينمو البلوط الفلسطيني في المناطق التي يسودها مناخ البحر الأبيض المتوسط، حيث ينمو بشكل عام على الحجر الجيري، في مناطق تعتبر متوسطة الارتفاع، وغالبا ما يهيمن على النباتات، إلى جانب البطم التربنتيني.

## الوصف النباتي
البلوط الفلسطيني هو عبارة عن شجرة صغيرة-متوسطة الحجم أو شجيرة كبيرة يبلغ طولها من 5 إلى 18 مترًا (يتراوح طولها غالبًا ما بين 1 و 3 امتار في المناطق التي يسودها الماعز) وقطرها هو 1 متر. هذا النوع من الشجر هو دائم الخضرة، اوراقه شوكية-مسننة طولها 3-5 سم وعرضها حوالي 1.5-3. اما بالنسبة لجوزه فطوله ما بين 3-4 سم وقطره 2-3 سم عند النضوج. ينضج الجوز بعد حوالي 18 شهرا من التلقيح، ويكون محفوظ بغلاف قاس كالفنجان الصغير الذي بدوره مكسي بحراشف متطاولة وكثيفة.
البلوط الفلسطيني يعتبر نوع قريب جدا ومتشابه للغاية 	للسنديان القرمزي، الذي يتواجد في غرب البحر المتوسط، لدرجة ان بعض علماء النبات يصنفه كنويع أو ضرب منه. يمكن تمييز السنديان القرمزي من البلوط الفلسطيني عن طريق الحجم؛ حيث يعتبر حجم السنديان القرمزي اصغر (يكون عادة شجيري، واصغر من 10 امتار) وجوزه اصغر (قطره اقل من 2 سم).

## الاستعمال الطبي
تم استعمال هذا النوع من البلوط مع ثمره (الجوز) في الطب القديم والتقليدي، حيث تم استخدامه لتخفيف أو كبح تدفق الدم، لوقف النزيف عند النساء، لعلاج النزيف وقت السعال، وصبغ الشعر باللون الداكن.في العصور الوسطى، لاحظ الأطباء العرب أنه من الممكن استخدام البلوط لتوقيف البول وعلاج آلام الحلق والالتهابات والاصابات. ولاحظ هؤلاء الأطباء أيضًا أنه يمكن استخلاص مادة من البلوط وتحويلها لعقار الذي يسبب التقلص، الذي بدوره يكبح تدفق الدم (عند النزيف مثلا) ويوقف الإسهال، وتم استخدام البلوط لتنظيف الجسد من السموم. في ايامنا هذه، يتم استعمال البلوط والمواد المستخلصة منه في الطب الحديث، كعلاج لوقف الإسهال وعلاج الآلام ومشاكل الامعاء، كما يتم استعماله كمدر للبول.